# LTS Legionovia Legionowo
LTS Legionovia Legionowo (polska: Legionowskie Towarzystwo Siatkówki Legionovia Legionowo) är en volleybollklubb från Legionowo, Polen. 
Klubben bildades 1957 som en sektion av MKS Legionovia. Den första verksamheten blev dock kortlivad och aktiviteten flyttade till Warsawa. Från 1980 och framåt förekom, med vissa avbrott, aktivitet på ungdomssidan. Det debuterade i seniorsammanhang säsongen 1999/2000. Laget hade nu betydande stöd från både kommun och sponsorer. De debuterade i näst högsta ligan (I liga polska) 2003/2004. Samma år lämnade volleybollen MKS Legionovia och blev en egen klubb. 
Efter några år med spel i andra eller tredjeligan medförde två seriesegrar i rad 2010/2011 och 2011/2012 att klubben kunde debutera i tog sig från tredjeligan till högsta ligan 2012. Återigen skedde en omorganisering av klubben, som nu blev ett aktiebolag. Klubben spelade i högsta serien tills 2023 då deras huvudsponsor lämnade klubben, vilket gjorde att klubben hamnade i en ekonomisk situation där de var tvungna att dra sig ur serien.. De har som bäst blivit fyra. I polska cupen har de som bäst nått semifinal. 

## Namn
Elitlaget har använt nedanstående namn utåt:
- 2003-2011 LTS Legionovia Legionowo
- 2011-2013 Siódemka Legionovia Legionowo[4]
- 2013-2014 Siódemka SK Bank Legionovia Legionowo[5]
- 2014-2015 SK Bank Legionovia Legionowo
- 2015-2018 Legionovia Legionowo
- 2018-2020 DPD Legionovia Legionowo[6]
- 2021- IŁ Capital Legionovia Legionowo[7]